# 2-Ethylhexanol
2-Ethylhexanol (kurz 2-EH) ist ein vollsynthetischer, verzweigter primärer Alkohol mit alkoholartigem Geruch. Er hat als Lösungsmittel nur geringe Bedeutung. Der größte Teil wird chemisch weiterverarbeitet.

## Vorkommen

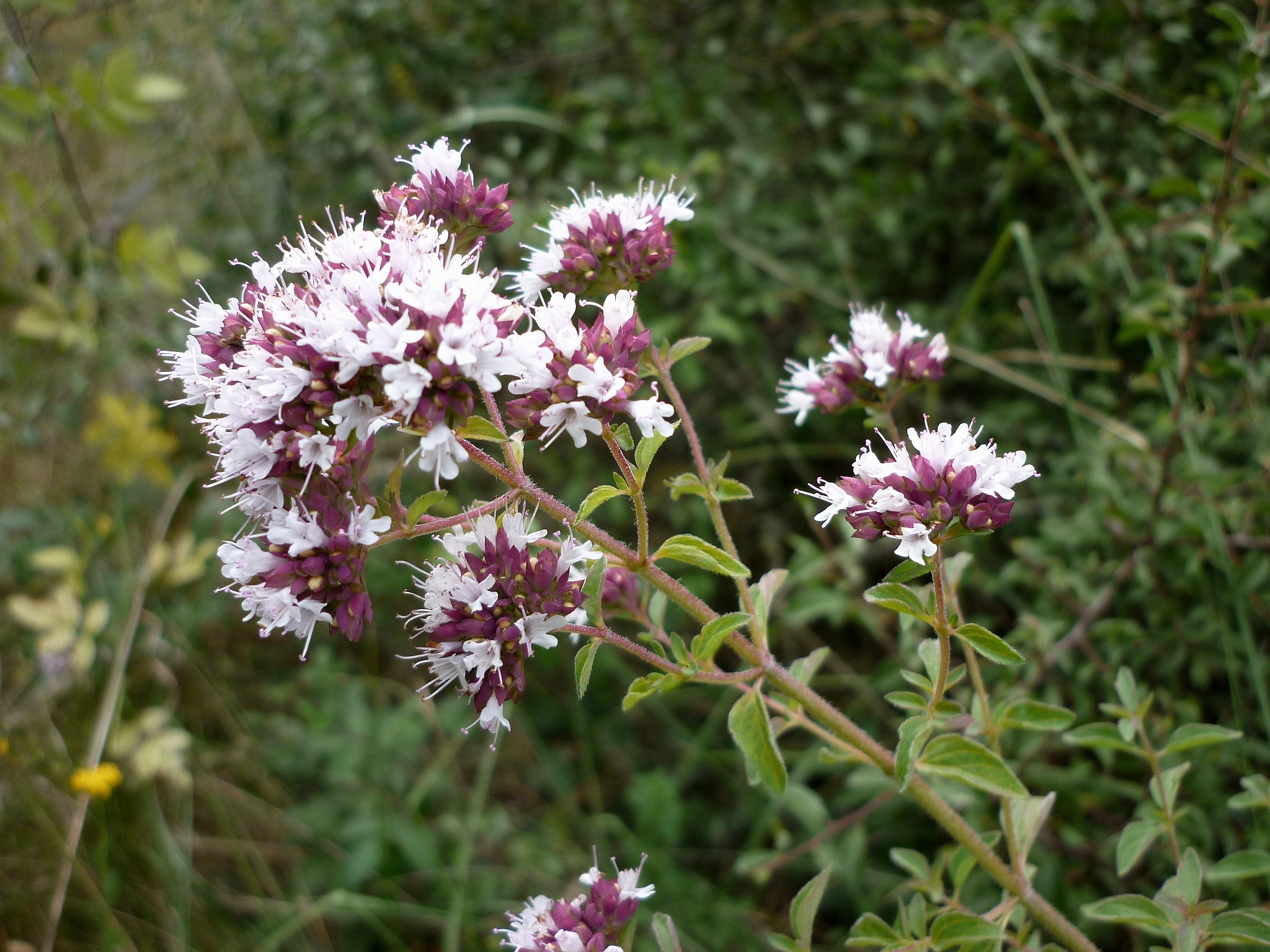
Oregano enthält natürlicherweise 2-Ethylhexanol

Natürlich kommt 2-Ethylhexanol in Oregano (Origanum vulgare) und Harfensträuchern (Plectranthus coleoides) vor.

## Isomere
2-Ethylhexanol bildet zwei Enantiomere, (R)-2-Ethylhexanol und das dazu spiegelbildlich aufgebaute (S)-2-Ethylhexanol. Wenn 2-Ethylhexanol ohne stereochemischen Deskriptor genannt ist, wird damit in der Regel das Racemat, ein 1:1-Gemisch beider Isomere, gemeint.
| Isomere von 2-Ethylhexanol |                       |                    |
| Name                       | (R)-2-Ethylhexanol    | (S)-2-Ethylhexanol |
| Andere Namen               |                       |                    |
| Strukturformel             |                       |                    |
| CAS-Nummer                 | 50373-29-0            | 128821-84-1        |
| CAS-Nummer                 | 104-76-7 (unspez.)    |                    |
| EG-Nummer                  | –                     | –                  |
| EG-Nummer                  | 203-234-3 (unspez.)   |                    |
| ECHA-Infocard              | –                     | –                  |
| ECHA-Infocard              | 100.002.941 (unspez.) |                    |
| PubChem                    | 6991979               | 6991980            |
| PubChem                    | 7720 (unspez.)        |                    |
| Wikidata                   | Q75187061             | Q27452941          |
| Wikidata                   | Q209388 (unspez.)     |                    |

## Technische Herstellung
Das Ausgangsmaterial für die Herstellung von racemischem 2-Ethylhexanol ist Propen, das neben Ethen beim Steamcracken entsteht. Das Propen wird zunächst mit Kohlenstoffmonoxid und Wasserstoff in einer Hydroformylierungs-Reaktion zu Butanal (Butyraldehyd) umgesetzt. Dieses wiederum reagiert in einer Aldoladdition zum 2-Ethyl-3-hydroxyhexanal.
Nach einer Wasserabspaltung und einer katalytischen Hydrierung erhält man 2-Ethylhexanol.
Ein weiterer Syntheseweg ist die Reduktion von 2-Ethylhexanal.

## Eigenschaften

### Physikalische Eigenschaften
In 2-Ethylhexanol lösen sich bei 20 °C 2,7 Gewichts-% Wasser, während sich 0,1 Gewichts-% in Wasser von 20 °C lösen. Das Azeotrop mit Wasser siedet bei 99,1 °C und enthält 80 % Wasser.

### Chemische Eigenschaften
Der Geruch des (R)-Enantiomers wurde mit „schwer, erdig und leicht blumig“ beschrieben, während er beim (S)-Enantiomer mit „leicht und blumig-süß“ angegeben wurde.

## Verwendung
- In wenigen Fällen wird Ethylhexanol als Lösungsmittel für unpolare Substanzen eingesetzt.
- Ethylhexanol wird mit Phthalsäure oder Adipinsäure verestert. Das resultierende Diethylhexylphthalat (DEHP) oder Diethylhexyladipat (DEHA) wird als Weichmacher in Kunststoffen, meist PVC eingesetzt.
- Ethylhexanol wird auch mit Ethylenoxid umgesetzt und als nichtionisches Tensid eingesetzt.
- Es ist Ausgangsstoff für:
  - 2-Ethylhexylsulfat, welches beispielsweise als Lösungsvermittler eingesetzt wird
  - 2-Ethylhexylamin
  - 2-Ethylhexylacrylat, welches beispielsweise als Monomer für Polyacrylate eingesetzt wird
- 2-Ethylhexyester werden verwendet, um Polymere, speziell Polyacrylate innerlich weich zu machen. Die Glastemperatur sinkt üblicherweise mit steigendem molaren Anteil an 2-Ethylhexyestern.[9]

## Sicherheitshinweise
Beim Einatmen können Husten, Schwindel, Kopfschmerzen, Halsbeschwerden und Mattigkeit auftreten. Haut und Augen können gereizt werden. 2-Ethylhexanol bildet bei erhöhter Temperatur entzündliche Dampf-Luft-Gemische. Mit einem Flammpunkt von 73 °C gilt die Substanz als schwer entflammbar. Der Explosionsbereich liegt zwischen ca. 0,79 Vol.‑% als untere Explosionsgrenze (UEG) und ca. 43 Vol.‑% als obere Explosionsgrenze (OEG). Die Zündtemperatur beträgt 270 °C. Der Stoff fällt somit in die Temperaturklasse T3.
2-Ethylhexanol wurde 2014 von der EU gemäß der Verordnung (EG) Nr. 1907/2006 (REACH) im Rahmen der Stoffbewertung in den fortlaufenden Aktionsplan der Gemeinschaft (CoRAP) aufgenommen. Hierbei werden die Auswirkungen des Stoffs auf die menschliche Gesundheit bzw. die Umwelt neu bewertet und ggf. Folgemaßnahmen eingeleitet. Ursächlich für die Aufnahme von 2-Ethylhexanol waren die Besorgnisse bezüglich Verbraucherverwendung, hoher (aggregierter) Tonnage, hohes Risikoverhältnis (Risk Characterisation Ratio, RCR) und weit verbreiteter Verwendung sowie der Gefahren ausgehend von einer möglichen Zuordnung zur Gruppe der CMR-Stoffe. Die Neubewertung fand ab 2014 statt und wurde von Polen durchgeführt. Anschließend wurde ein Abschlussbericht veröffentlicht.